# Nepo Laulala
Nepo Eti Laulala (Apia, 6 de noviembre de 1991) es un jugador neozelandés de rugby nacido en Samoa, que se desempeña como pilar y juega en los Chiefs del Super Rugby. Es internacional con los All Blacks desde 2015.

## Trayectoria deportiva
Fue uno de los nueve nuevos reclutas en el equipo de los Crusaders para el Super Rugby 2013, ganando la convocatoria después de dos temporadas impresionantes para el Canterbury Rugby de la Mitre 10 Cup. En 2016 sufrió una lesión grave en la rodilla durante un entrenamiento, que lo condujo a una cirugía reconstructiva y un período de recuperación de 12 meses; quedando fuera de toda actividad.
Laulala se unió a los Chiefs para el Super Rugby 2017. Finalizada la temporada, firmó una extensión hasta 2020.

### Internacional
Steve Hansen lo convocó a los All Blacks para disputar los test matches de mitad de año 2015 y debutó ante su natal Samoa. En total lleva 24 partidos jugados y no marcó puntos.
Fue seleccionado por Steve Hansen para formar parte de los All Blacks en la Copa Mundial de Rugby de 2019 en Japón donde desplegaron un brillante juego en el que ganaron todos los partidos de la primera fase excepto el partido contra Italia que formaba parte de la última jornada de la primera fase,que no se disputó debido a la llegada a Japón del Tifón Hagibis.
En cuartos de final se enfrentaron a Irlanda, partido con cierto morbo porque el XV del trébol había sido el único que había sido capaz de vencer a los All Blacks en los últimos años. Sin embargo, Nueva Zelanda desplegó un gran juego y venció por un amplio resultado de 46-14.
En semifinales jugaron ante Inglaterra donde se formó cierta polémica debido a la formación utilizada en forma de uve por el XV de la rosa a la hora de recibir la haka de los All Blacks, el partido fue posiblemente el mejor que se pudo ver en todo el campeonato, donde vencieron los ingleses por el marcador de 19-7. Lauala contó con la total confianza de Hansen para formar parte de la melé neozelandesa ya que  jugó 6 partidos, siendo titular en 5 de ellos.

#### Participaciones en Copas del Mundo
| Mundial                       | Sede  | Resultado     | PJ | Tries |
| ----------------------------- | ----- | ------------- | -- | ----- |
| Copa Mundial de Rugby de 2019 | Japón | Tercer puesto | 6  | 0     |

## Palmarés y distinciones notables
- Campeón de The Rugby Championship de 2017.